# Conil de la Frontera
Conil de la Frontera er en by og kommune i det sydlige Spanien i provinsen Cádiz. Den har et indbyggertal på 23.996 (2024) indbyggere.